# 1979–1980-as spanyol labdarúgó-bajnokság (másodosztály)
A Segunda División 1979–80-as szezonja volt a bajnokság negyvenkilencedik kiírása. A bajnokságban 20 csapat vett részt, a győztes a Real Murcia CF lett.

## Végeredmény
| Jelmagyarázat: |
| Feljutott      |
| KEK            |
| Kiesett        |

| #  | Klub                   | M  | P     | Gy | D  | V  | RG | KG | GK  |
| -- | ---------------------- | -- | ----- | -- | -- | -- | -- | -- | --- |
| 1  | Real Murcia CF         | 38 | 47+9  | 19 | 9  | 10 | 58 | 39 | +19 |
| 2  | Real Valladolid CF     | 38 | 45+7  | 17 | 11 | 10 | 53 | 40 | +13 |
| 3  | CA Osasuna             | 38 | 44+6  | 20 | 4  | 14 | 74 | 49 | +25 |
| 4  | Elche CF               | 38 | 42+4  | 15 | 12 | 11 | 46 | 41 | +5  |
| 5  | CD Castellón           | 38 | 42+4  | 16 | 10 | 12 | 47 | 42 | +5  |
| 6  | CE Sabadell FC         | 38 | 41+3  | 17 | 7  | 14 | 47 | 49 | -2  |
| 7  | Castilla CF            | 38 | 40+2  | 15 | 10 | 13 | 46 | 39 | +7  |
| 8  | Cádiz CF               | 38 | 39+1  | 15 | 9  | 14 | 43 | 42 | +1  |
| 9  | Deportivo Alavés       | 38 | 38    | 13 | 12 | 13 | 37 | 39 | -2  |
| 10 | Levante UD             | 38 | 38    | 15 | 8  | 15 | 47 | 51 | -4  |
| 11 | Real Oviedo            | 38 | 38    | 13 | 12 | 13 | 40 | 45 | -5  |
| 12 | Recreativo de Huelva   | 38 | 37-1  | 12 | 13 | 13 | 38 | 42 | -4  |
| 13 | Granada CF             | 38 | 37-1  | 13 | 11 | 14 | 42 | 42 | 0   |
| 14 | Getafe Deportivo       | 38 | 37-1  | 13 | 11 | 14 | 44 | 50 | -6  |
| 15 | Palencia CF            | 38 | 36-2  | 11 | 14 | 13 | 49 | 49 | 0   |
| 16 | Racing de Santander    | 38 | 36-2  | 10 | 16 | 12 | 34 | 39 | -5  |
| 17 | Celta Vigo             | 38 | 35-3  | 12 | 11 | 15 | 48 | 43 | +5  |
| 18 | Deportivo La Coruña    | 38 | 35-3  | 15 | 5  | 18 | 49 | 50 | -1  |
| 19 | Gimnàstic de Tarragona | 38 | 27-11 | 8  | 11 | 19 | 29 | 61 | -32 |
| 20 | Algeciras CF           | 38 | 26-12 | 7  | 12 | 19 | 29 | 48 | -19 |